# Nationaal park Lake Mburo
Het Nationaal park Lake Mburo is een nationaal park in het zuidwesten van Oeganda in het district Kiruhura, 30 km ten oosten van Mbarara.
Het heeft een grote variatie van wilde dieren, zoals zebra’s, impala’s, buffels en veel vogels. Sinds 2015 is ook de Rothschildgiraffe met een klein aantal in het park aanwezig. Deze groep is overgeplaatst door de Uganda Wildlife Authority (UWA) vanuit Nationaal park Murchison Falls naar Lake Mburo Nationaal Park.
Het park is ongeveer 370 km² groot en is daarmee het kleinste savannepark van Oeganda. Er zijn kampeermogelijkheden en het heeft enkele faciliteiten voor bezoekers. Echter, veel toeristen zijn hier nog niet, daarvoor is het park nog te onbekend. De toeristen reizen vaker naar het Nationaal park Queen Elizabeth en het Nationaal park Murchison Falls, vaak vanwege het ontbreken van de leeuwen in dit park.
Het uiterste westen van het park is heuvelachtig, met als uitschieter de Kahunyu, een berg van 1625 meter hoog. Door de weinige begroeiing is het een ideaal gebied voor de acacia's. Een ander deel is weer heel erg waterrijk met moerassen.
Het Mburomeer is een van de vijf meren die zich binnen de grenzen van het park bevindt.
Bwindi Impenetrable Forest · 
Kibale · 
Kidepo Valley · 
Lake Mburo · 
Mgahinga Gorilla · 
Mount Elgon · 
Murchison Falls · 
Queen Elizabeth · 
Rwenzori Mountains · 
Semuliki